# Benjamin Breton
Pas d'image ? Cliquez ici
Benjamin Breton, né le 23 janvier 1982 à Arpajon dans l'Essonne, surnommé « BB », est un pilote automobile français.

## Biographie
Benjamin Breton est issu d'une famille du sport automobile français puisqu'il est le fils de Jacky Breton, pilote des années 1970 ayant remporté plusieurs courses au volant de Renault R8 Gordini, Simca 1000 Rallye 2 en circuit et participa également au Tour Auto. Membre de l'écurie 91, il pilota également une chevron B6 à moteur Schnitzer. Sa mère Sophie Cognac fut elle aussi pilote. 
À l'âge de 14 ans, après avoir fait du karting de location, Benjamin Breton décida de marcher dans les pas de ses parents[style à revoir] en devenant pilote automobile. De 14 à 18 ans, il travailla et économisa pour s'offrir sa première école de pilotage et s'inscriva au Volant ACO en 1999, année où il est monté pour la première fois dans une voiture de course en tant que passager sur le circuit de Lurcy Levis, dans une Ford Cosworth. Finaliste du volant en 1999 et 2000 face à Julien Vidot, Mike Parisy ou Simon Pagenaud, il décida pour ses 18 ans de s'offrir son premier kart d'occasion. 
En 2000 et 2001, il débuta en compétition toujours avec ses propres moyens financiers, sans l'aide de ses parents. Il participa au championnat de ligue Île-de-France deux années de suite et au trophée francilien. Il fera ses armes avec Dimitri Enjalbert. Fin 2001, participant à une selection organisée par la Fédération française du sport automobile, il intégra la filière FFSA. L'année scolaire de son baccalauréat, il partagea son temps entre compétition et études.
Benjamin Breton fait ses débuts en compétition automobile de haut niveau en 2002. il est alors confronté en championnat de Formule Campus à de nombreux pilotes performants, comme Loïc Duval, Julien Poncelet, Julien Menard, tous ayant une grande expérience de la course et du karting. Malgré son inexpérience, celui-ci termine 17e sur 24 engagés avec une progression remarquée grâce à ses performances en fin de saison. Il continua son apprentissage en 2003 en passant à la formule renault 2000 et participa à la Coupe de France des Circuits. Il devient en 2003, avec l'écurie Green Team, vainqueur de la coupe de France groupe E. L'année 2004 fut plus difficile, choisissant de passer le pas en championnat de France FR 2.0. Durant les tests hivernaux sur le circuit de Nevers Magny-Cours, il détruira sa monoplace, amputant alors sa saison. Il ne participera alors qu'à une seule course du championnat sur le circuit de Nogaro.
En 2005, Benjamin Breton n'a pas beaucoup de budget mais participe malgré tout à deux courses : les 12h du Lion sur le circuit de Spa-Francorchamps au volant d'une Peugeot 206 S16, puis quelques semaines plus tard aux 25 heures Fun Cup, toujours sur le circuit de Spa-Francorchamps. Puis en août, il décide d'aller sur le circuit de Lédenon pour tester une Renault Clio Cup de l'équipe Speed Car. Plutôt à l'aise sur la piste et dans l'auto, il réalise des chronos à 7 dixièmes des pilotes de l'équipe. Il décide alors de créer sa propre écurie, eXigence Motorsport.
Celle-ci est officiellement créée le 20 janvier 2006. Il décida d'engager deux voitures en Coupe Renault Clio, une pour lui et une pour un pilote plus rapide pour augmenter la notoriété de son équipe. Cette seconde voiture fut confiée à Guillaume Greuet. Ce fut une année d'apprentissage, ponctuée de bons résultats : avec leurs Clio 2 Cup en fin de vie, l'équipe obtient une victoire lors des World Series by Renault sur le circuit du Mans,et deux podiums, sur le circuit d'Albi et sur celui de circuit du Val de Vienne. 
En 2007, la Clio 3 Cup est créée et l'équipe de Benjamin Breton s'agrandit en engageant une troisième voiture. Les pilotes seront alors Guillaume Greuet, Nicolas Minazzoli et Arnaud Adréani. L'équipe réalisa alors une solide saison avec sept podiums en treize courses[réf. nécessaire]. Puis Benjamin Breton décida d'engager ses Clio 3 Cup lors des 24 Heures de Dubaï 2008 et 2009 en Classe A2. Benjamin Breton retrouva alors le volant lors de cette épreuve. Parallèlement, lors de la saison régulière, eXigence Motorsport continua de participer à la Coupe Clio jusqu'en 2010. Elle engagea d'ailleurs deux pilotes russes en 2009 et 2010, Yura Loboda et Mika Loboda. 
2011, changement de programme et de carrière[style à revoir] pour Benjamin Breton car, après trois saisons d'absence, il reprit le volant en endurance dans le Trophée Tourisme Endurance (TTE) avec pour équipiers Eric Vautrin et Valérie Lalle. Le trio marqua les esprits du championnat par sa compétitivité malgré son manque d'expérience[réf. nécessaire]. Benjamin Breton réalisera d'excellentes performances en décrochant deux années de suite, le plus grand nombre de Pôle Position et plusieurs podiums[réf. nécessaire]. Il sera également l'auteur d'un des faits marquants du championnat : il remonta 34 places sur le circuit de Charade en seulement quinze minutes et passa en tête de la course.  
Ses bonnes performances en TTE lui ont ouvert les portes[style à revoir] de chez Renault Sport dont il devient pilote de développement en 2011 puis 2012.[réf. nécessaire] Il participa notamment au développement de la Clio 4 Cup.
En 2017, il participe au championnat britannique des voitures de tourisme,.

## Palmarès
- 1999 - 2001 : Karting

- 2002 : 17e du championnat Formule Campus

- 2003 : Vainqueur[9] de la Coupe de France des Circuits (5 courses sur 7; 4 podiums dont 3 victoires)

- 2004 : Championnat de France Formule Renault 2.0[10]  : 1 course

- 2005 : 12h du Lion : non terminée

- 25h VW Fun Cup : 25e[11] (135 engagés : 5e Français)

- 2006 : Renault Clio Cup

- 2008 : 4e des 24 Heures de Dubaï en de classe A2 - Pôle de Classe.

- 2011 - 2016 : Trophée Tourisme Endurance (TTE)[12] 28 courses - 6 pôles position - 5 podiums - 4 meilleurs tours - 22 Top 5 en qualification.